# Calum
Calum ist ein englischer, überwiegend männlicher Vorname schottischer Herkunft.

## Herkunft und Bedeutung
Calum ist eine schottische Form des spätrömischen Namens Columba mit der Bedeutung „Taube“.

## Namensträger

### Männlicher Vorname
- Calum Angus (* 1986), englischer Fußballspieler
- Calum Chambers (* 1995), englischer Fußballspieler
- Calum Davenport (* 1983), englischer Fußballspieler
- Calum Elliot (* 1987), schottischer Fußballspieler
- Calum Ferrie (* 1998), englischer Fußballtorhüter
- Calum French (* 1995), britischer Boxer
- Calum Gallagher (* 1994), schottischer Fußballspieler
- Calum Gittins (* 1986), neuseeländischer Filmschauspieler
- Calum Gourlay (* 1986), schottischer Jazz-Bassist
- Calum Kerr (* 1972), schottischer Politiker
- Calum MacDonald (* 1956), schottischer Politiker
- Calum Mallace (* 1990), schottischer Fußballspieler
- Calum A. Maciver (* 1981), schottischer Altertumswissenschaftler
- Calum Menzies (* 1986), schottischer Badmintonspieler
- Calum Puttergill (* 1993), australischer Tennisspieler
- Calum Scott (* 1988), britischer Popsänger
- Calum Waters (* 1996), schottischer Fußballspieler
- Calum Willock (* 1981), englischer Fußballspieler
- Calum Worthy (* 1991), kanadischer Schauspieler, Produzent und Drehbuchautor